# Stefan Przeniosło

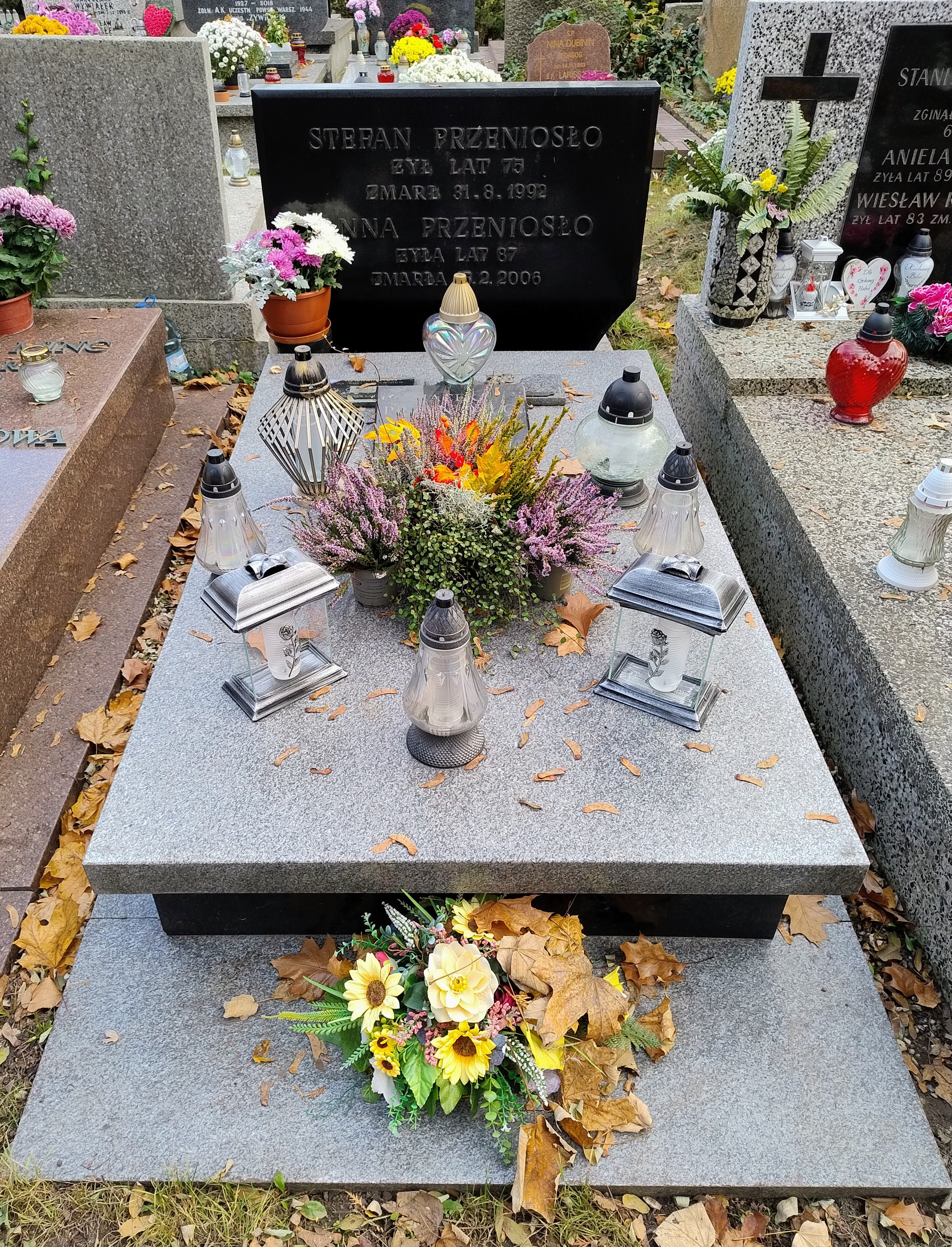
Grób rodziny Przeniosło (2024)

Stefan Przeniosło (ur. 4 kwietnia 1917 w Gruszczynie, zm. 31 sierpnia 1992) – polski działacz partyjny i dyplomata, ambasador w Albanii (1956–1962). 

## Życiorys
Syn Eleonory i Józefa. Stefan Przeniosło w 1946 został członkiem Polskiej Partii Robotniczej, a w 1948 Polskiej Zjednoczonej Partii Robotniczej (PZPR). Był słuchaczem Centralnej Szkoły Partyjnej w Łodzi (1948–1949) oraz Szkoły Partyjnej przy KC PZPR w Warszawie (1953–1955). W  strukturach PZPR pełnił funkcje: II sekretarza Komitetu Powiatowego w Legnicy (1949–1950), II sekretarza Komitetu Miejskiego w Wałbrzychu (1950–1951), I sekretarza oraz członka egzekutywy Komitetu Powiatowego w Dzierżoniowie (1951–1952), członka Komitetu Wojewódzkiego we Wrocławiu (1952–1953), w tym jego egzekutywy (1953), I sekretarza Komitetu Miejskiego we Wrocławiu (1952–1953).
9 stycznia 1956 został ambasadorem w Albanii (listy uwierzytelniające złożył 5 maja 1956). Funkcję pełnił do 25 kwietnia 1961 (faktycznie do 30 kwietnia 1962).
Był żonaty (żona Anna), miał syna Jacka. Pochowany na Cmentarzu Wojskowym na Powązkach w Warszawie.

## Odznaczenia
- Medal 10-lecia Polski Ludowej (16 lipca 1955)[4]
- Krzyż Kawalerski Orderu Odrodzenia Polski „za zasługi w pracy społeczno-politycznej i zawodowej” (10 marca 1956)[5]